# Ancyloscelis turmalis
Ancyloscelis turmalis är en biart som beskrevs av Joseph Vachal 1904. Ancyloscelis turmalis ingår i släktet Ancyloscelis och familjen långtungebin. Inga underarter finns listade i Catalogue of Life.